# ブランケット判
ブランケット判（ブランケットばん）とは、日本の新聞判型の一つで、大きさは406×545mm。日本の輪転印刷機を用いる新聞において標準的なサイズであり、日本での「タブロイド判」の2倍の大きさである。

## 概要
日本国内のローカル判型であり、国際的な新聞判型との対比では最大のブロードシート判（375×600mm）に相当すると日本では一般的にいわれているが、ブランケット判はブロードシート判より天地寸法が小さく左右寸法が大きく、国際的判型でブロードシート判に次ぐ大きさのノルディッシュ判（400×570mm）よりも天地寸法が小さく、まったく別の判型である。また、レニッシュ判（350 〜 360×510 〜 530mm）よりは天地・左右寸法とも一回り大きい。